# Хюрън (окръг, Мичиган)
Окръг Хюрън (на английски: Huron County) е окръг в щата Мичиган, Съединени американски щати. Площта му е 5535 km², а населението - 31 166 души (2018). Административен център е град Бед Акс.